# IC 2349
IC 2349 је појединачна звијезда у сазвјежђу Рак која се налази на листи објеката дубоког неба у Индекс каталогу.
Деклинација објекта је + 19° 0' 22" а ректасцензија 8h 24m 17,1s.